# Edward I. Edwards

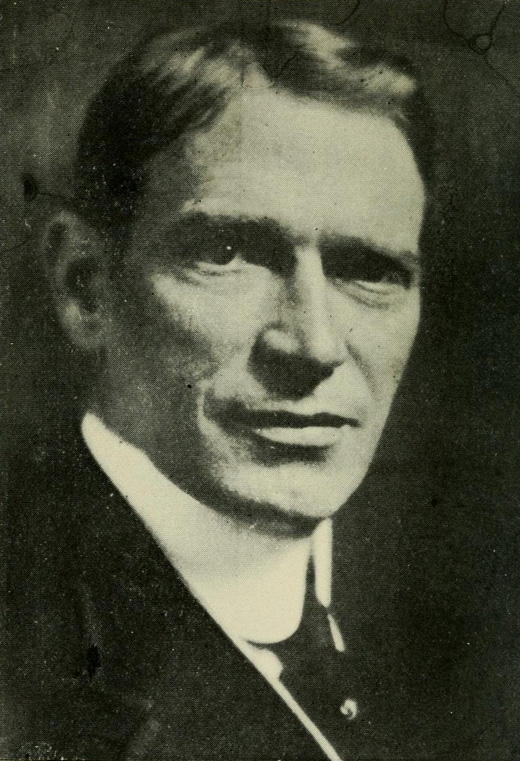

Edward Irving Edwards (ur. 1 grudnia 1863 w Jersey City, zm. 26 stycznia 1931 tamże) – amerykański polityk, działacz Partii Demokratycznej, brat polityka Williama D. Edwardsa.
W latach 1918–1920 zasiadał w senacie stanowym New Jersey. Od 1920 do 1923 pełnił funkcję gubernatora stanu New Jersey. W latach 1923–1929 był senatorem 1. klasy z New Jersey.
14 listopada 1888 poślubił Jule Blanche Smith. Para miała dwoje dzieci. Popełnił samobójstwo.